# Farnsworth Art Museum
Farnsworth Art Museum – muzeum sztuk pięknych założone w Rockland z inicjatywy Lucy Farnsworth, córki XIX-wiecznego przemysłowca z Rockland, Williama Farnswortha. W zbiorach muzealnych znajdują się prace czołowych artystów amerykańskich, w tym jedna z największych w Stanach Zjednoczonych kolekcji dzieł rzeźbiarki Louise Nevelson oraz prace Andrew Wyetha, jego ojca, N.C. Wyetha i syna, Jamiego Wyetha.

## Historia
William Farnsworth (1815-1876) był przedsiębiorcą w Rockland. Razem z żoną Mary miał 6 dzieci. Jedno z nich, córka Lucy (1838-1935) dzięki spadkowi po ojcu i bracie Jamesie, a także dzięki własnej przedsiębiorczości dorobiła się znacznego majątku, większość którego, zgodnie z jej rozporządzeniem, miała zostać wykorzystana do założenia biblioteki miejskiej oraz muzeum sztuki, obu poświęconych pamięci jej ojca. W 1935 roku, przed śmiercią, przekazała w darze 1.3 miliona dolarów na założenie muzeum. Zadanie to zostało powierzone za pośrednictwem jej powiernika, Boston Safe Deposit and Trust Company, Robertowi Peabody Bellowsowi. W latach 1943–1948 zakupiono dla przyszłej placówki 915 prac czołowych amerykańskich artystów, w tym takich jak: Eastman Johnson, George Inness, Winslow Homer, George Bellows, Joseph DeCamp, Frank Duveneck, John La Farge, Andrew Wyeth i William Zorach. Nabytki te stały się podstawą kolekcji muzeum, które otwarto dla publiczności 15 sierpnia 1948 roku.

## Obiekty należące do muzeum

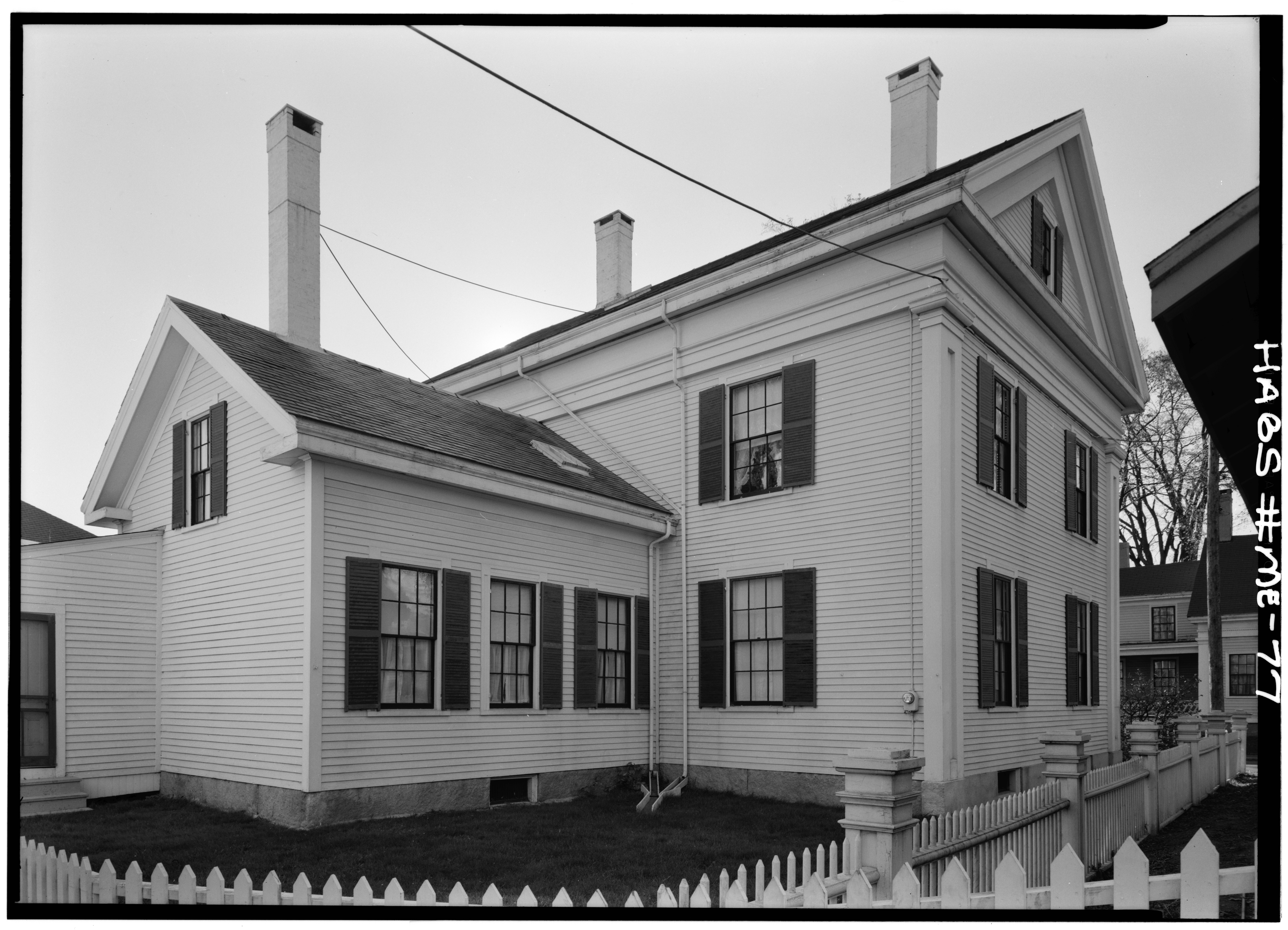
Farnsworth Homestead

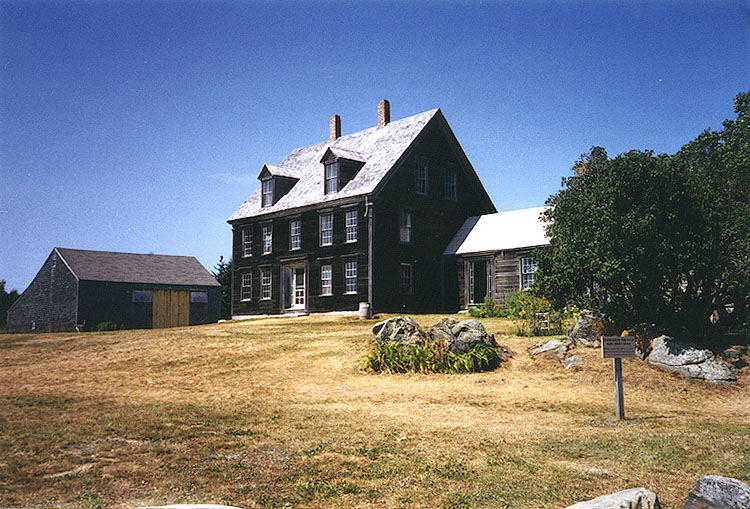
Olson House

### Farnsworth Homestead
Farnsworth Homestead został zbudowany w 1850 roku i był domem Lucy Farnsworth. Znajduje się on obok wejścia do muzeum. Dom został zbudowany w stylu klasycznym, natomiast jego wnętrze urządzono w stylu wiktoriańskim. Konstrukcja budynku pozostawała prawie całkowicie nienaruszona i niezmieniona, jednak ze względów bezpieczeństwa dokonano wymiany instalacji elektrycznej i kanalizacyjnej. W 1973 roku budynek został wpisany na listę National Register of Historic Places.

### Olson House
Olson House znajduje się w miejscowości Cushing. Dom został zbudowany w 1743 roku, a w XIX wieku zmodernizowany. Pod koniec XIX wieku stał się własnością Johna i Katie Olsonów, a w 1929 wieku przeszedł w ręce ich dzieci, Christiny i Alvara. Wyeth po raz pierwszy zobaczył ten dom latem 1939 roku i wówczas wykonał jego pierwszy szkic. Dom oraz jego mieszkańcy, Christina i Alvaro stali się tematem 300 jego obrazów i rysunków, w tym najsłynniejszego obrazu artysty, Świat Christiny, namalowanego w 1948 roku. Po śmierci rodzeństwa (Alvaro 24 grudnia 1967, a Christina 27 stycznia 1968) dom przeszedł w ręce pewnego reżysera z Hollywood, a następnie stał się własnością Johna i Lee Adamsa Sculleyów, którzy w 1991 roku przekazali go w darze Farnsworth Art Museum. W 1993 roku został wpisany na listę National Register of Historic Places, a 30 czerwca 2011 roku – na listę National Historic Landmark.

## Zbiory

### Malarstwo i rzeźba

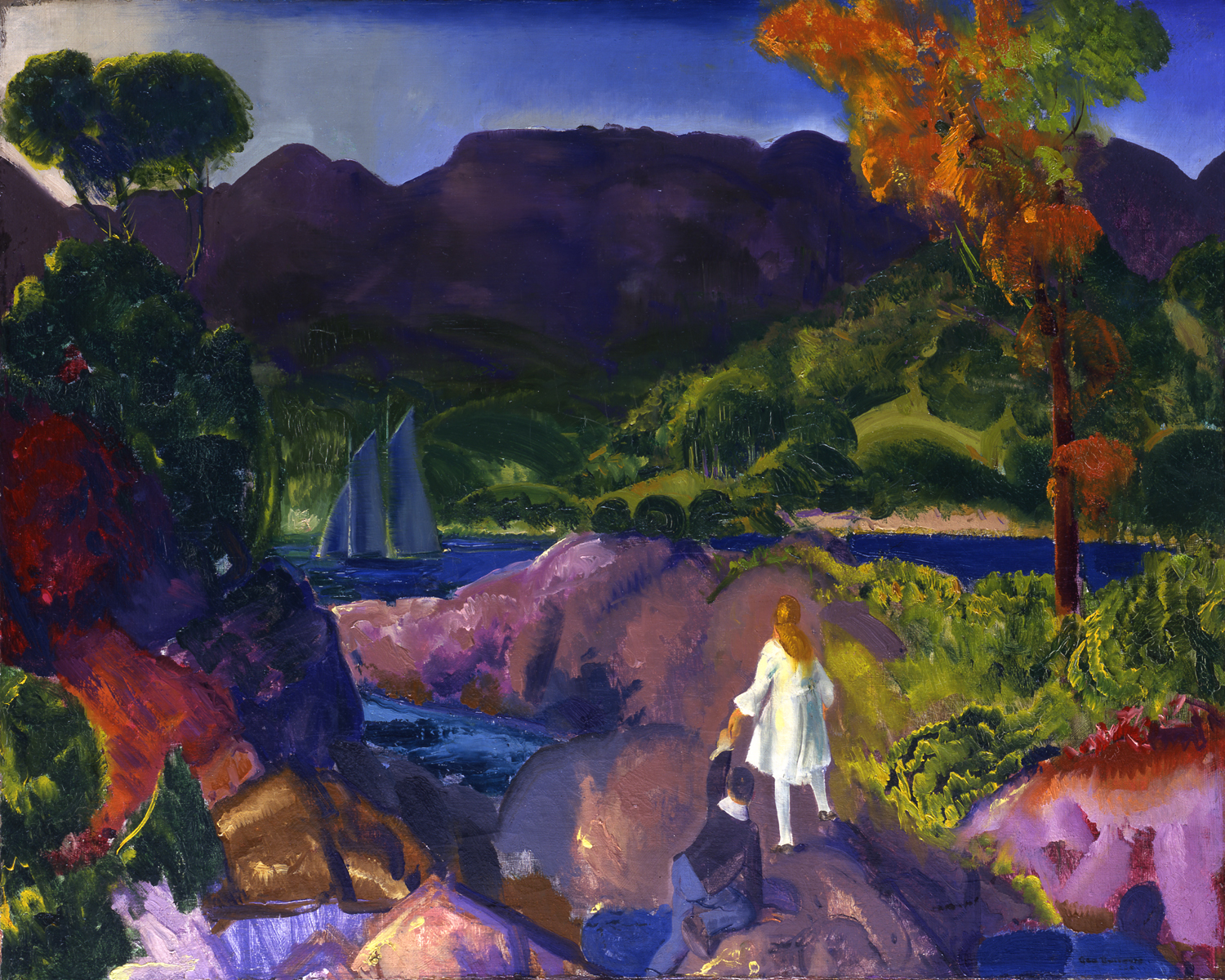
George Bellows, Romantyczność jesieni, 1916

Zalążek muzealnej kolekcji stanowiły dzieła sztuki zakupione w latach 40. W 1951 roku Farnsworth Art Museum zorganizowało dużą wystawę prac Andrew Wyetha, rozwijając w kolejnych latach kontakty z rodziną Wyethów: ojcem Andrew, N.C. Wyethem, znanym ilustratorem i malarzem, a także synem Andrew, malarzem Jamiem Wyethem, którego prace wystawiono w 1967 roku. W muzealnych zbiorach znajduje się obecnie (2011) 35 prac  Andrew Wyetha i mniej więcej tyle samo prac jego ojca i syna. Prace N.C. i Jamiego Wyetha eksponowane są w The Wyeth Center, mieszczącym się w budynku byłego kościoła metodystycznego. The Wyeth Center został otwarty 21 czerwca 1998 roku.
Muzeum gromadziło i wystawiało dzieła znaczących artystów, których kariera była ściśle związana ze stanem  Maine. W latach 50. byli to między innymi tacy malarze jak: Alex Katz, Neil Welliver, Fairfield Porter, Lois Dodd i Yvonne Jacquette oraz fotograf i filmowiec Rudy Burkhardt. W 1985 roku zbiory muzealne wzbogaciły się o prace rzeźbiarki Louise Nevelson. Dziś zbiór jej prac jest drugi pod względem liczby eksponatów w Stanach Zjednoczonych. Zbiory amerykańskiej sztuki współczesnej znacząco poszerzyły się również dzięki darowiznom Fundacji im. Aleksa Katza, mającej obrazy takich malarzy jak: Jennifer Bartlett, Francesco Clemente, Janet Fish, Red Grooms, Sylvia Plimack Mangold i innych, rzeźby Bernarda Langlaisa i Williama Rymana oraz fotografie Rudy’ego Burkhardta. Dzięki założonemu w 2002 roku stowarzyszeniu The Friends of the Collection muzealne zbiory wzbogaciły się o prace kolejnych współczesnych artystów (John Bisbee, David Driskell, Richard Estes, Yvonne Jacquette i inni).

### Fotografia
Kolekcję fotografii, liczącą ponad 1400 pozycji, tworzą prace takich twórców jak: wspomniany już Rudy Burkhardt oraz Berenice Abbott, Paul Caponigro, Joyce Tenneson, Eliot Porter i inni.